# Thillois
Thillois is een gemeente in het Franse departement Marne (regio Grand Est) en telt 223 inwoners (2004). De plaats maakt deel uit van het arrondissement Reims.

## Geografie
De oppervlakte van Thillois bedraagt 6,4 km², de bevolkingsdichtheid is 34,8 inwoners per km².
De onderstaande kaart toont de ligging van Thillois met de belangrijkste infrastructuur en aangrenzende gemeenten.

## Demografie
Onderstaande figuur toont het verloop van het inwonertal (bron: INSEE-tellingen).